# Maiden Japan
Maiden Japan (även känd som Heavy Metal Army) är en live-EP av det brittiska heavy metalbandet Iron Maiden som släpptes 1981. Det finns två versioner av den här EP:n, båda inspelade på Kosei Nenkin Hall, Nagoya i Japan den 23 maj, 1981.
Det är den sista inspelningen med Paul Di'Anno som sångare och innehåller fem låtar. På den japanska versionen finns bara fyra låtar med. Iron Maiden tänkte aldrig släppa denna, men den japanska fansen ville han en liveskiva. 
Den version som släpptes i Venezuela hade ett annat omslag. Där håller bandets maskot Eddie upp sångaren Paul Di'Annos avhuggna huvud, mot originalet där Eddie står ensam med ett katana i handen. Den versionen som släpptes i Venezuela har blivit ett hett samlarobjekt för inbitna fans.

## Låtlista
1. "Running Free"
2. "Remember Tomorrow"
3. "Wrathchild"
4. "Killers"
5. "Innocent Exile"

## Medlemmar
- Steve Harris - bas
- Dave Murray - gitarr
- Paul Di'Anno - sång
- Clive Burr - trummor
- Adrian Smith - gitarr